# Hermijntje Drenth
Hermijntje Drenth (n. 19 iulie 1994, Arnhem, Gelderland, Țările de Jos) este o canotoare ce a reprezentat Regatul Țărilor de Jos, medaliată olimpică. A participat la o ediție a Jocurilor Olimpice (2024) în care a câștigat o medalie de aur.